# Dorp (Nederland)
In het Nederlandse landschap kunnen dorpse nederzettingen worden ingedeeld naar hun oorspronkelijke nederzettingstype:
| Type                            | Omschrijving                                                                   | Voorbeelden                                  |
| ------------------------------- | ------------------------------------------------------------------------------ | -------------------------------------------- |
| bedrijfsdorp                    | opgezet door een groot bedrijf voor de arbeiders van de fabriek                | Agodorp, Budel-Dorplein, Heveadorp           |
| dijkdorp                        | aan een dijk                                                                   | Broek op Langedijk, Graafstroom              |
| esdorp of brinkdorp             | naast hoger gelegen akkercomplexen, die essen worden genoemd en rond een brink | Assen, Laren, Vledder                        |
| kerkdorp                        | rond een enkele kerk                                                           | Kerkdorp                                     |
| kransakkerdorp                  | ontstaan uit een reeks boerderijen langs een es                                | Oosteinde                                    |
| ontginningsdorp (vaak lintdorp) | opgezet als centrum voor de bewoners van een zojuist ontgonnen gebied          | Sint Geertruid, Haastrecht                   |
| ringdorp of kerkringdorp        | gecentreerd rond een centraal punt (meestal een kerk)                          | Renesse                                      |
| terpdorp of wierdedorp          | op een terp of wierde                                                          | Niehove, Bolsward                            |
| veenkolonie (vaak lintdorp)     | een specifiek ontginningsdorp opgezet voor de verveners van een hoogveengebied | Eerste Exloërmond                            |
| voorstraatdorp                  | met brede hoofdstraat; voornamelijk in Zeeland en Zuid-Holland                 | Stavenisse/Oudedorp, Stad aan 't Haringvliet |
| wegdorp                         | langs een weg                                                                  | Langezwaag, Assendelft                       |
| Overlappende categorieën        |                                                                                |                                              |
| komdorp of kruisdorp            | opgezet rond een kruising van wegen                                            | Schoondijke of Oud-Lemiers                   |
| lintdorp of streekdorp          | in hoofdmoot opgezet langs een lange ader, zoals een kanaal, weg of spoorweg   | Groeneweg of De Punt                         |

Een grensdorp is een dorp dat zich bevindt in twee of meer geografische gebieden.

## Voorkomen van de aanduiding 'dorp'
De benaming 'dorp' leeft soms voort in plaatsen die in relatief korte tijd snel zijn gegroeid en in feite verstedelijkt zijn zoals Hoofddorp en Leiderdorp.
Woonwijken worden ook wel als 'dorp' aangeduid, zoals de tuindorpen bij grotere steden, die een sfeer van natuurlijk rust en ruimte moesten uitstralen. Soms worden dergelijke stedelijke 'dorpen' gekenmerkt door een eigen karakter of bouwstijl, bijvoorbeeld Betondorp in Amsterdam, zijn ze gebouwd voor de arbeiders van een bepaald bedrijf, zoals Lauradorp in Ubach over Worms of Batadorp in Best, of voor bewoners met een bepaalde levensovertuiging of leefstijl, zoals Sidhadorp in Lelystad of het ecodorp Wijnbergen bij Doetinchem.
In en nabij Rotterdam zijn, na het bombardement in de meidagen van 1940, een zestal noodcomplexen neergezet voor dakloos geworden inwoners, waaronder het Brabantse Dorp, het Drentse Dorp, het Gelderse Dorp en het Utrechtse Dorp (plus de nog bestaande complexen Smeetsland en Laag Zestienhoven).
In grotere landelijke gemeenten die meerdere kernen omvatten, worden die kernen (vaak voormalige zelfstandige gemeenten) soms nadrukkelijk aangeduid door het achtervoegsel 'dorp' eraan te hechten, bijvoorbeeld Nieuwvliet-Dorp in de Gemeente Sluis.
'Dorp' wordt ook gebruikt ter onderscheid van andere delen van een nederzetting, bijvoorbeeld Hazerswoude-Dorp ten opzichte van Hazerswoude-Rijndijk.
Een trend lijkt te zijn om nieuwbouwwijken of delen daarvan de toevoeging 'dorp' te geven, bijvoorbeeld Hierden-Dorp in de gemeente Harderwijk.

## Trivia
- In 2006 vroeg de belangenvereniging van Nij Altoenae de dorpsstatus aan bij hun gemeente (Het Bildt). Deze werd toegekend; de status kwam in de praktijk neer op een eigen postcode, die van kracht werd in 2008.
- Vanaf 2017 werden nieuwe woningen opgeleverd in het nieuw gestichte dorp Hoef en Haag, toen nog gemeente Vianen. Het werd daarmee het nieuwste dorp van Nederland. Totaal komen er 1.800 woningen in het dorp, dat sinds 1-1-2019 onderdeel is geworden van de fusie-gemeente Vijfheerenlanden.[1]